# Otrębusy (przystanek kolejowy)
Otrębusy – przystanek Warszawskiej Kolei Dojazdowej położony przy ul. Natalińskiej w Otrębusach.
W roku 2022 dzienna wymiana pasażerska na przystanku wyniosła 1 000-1 500 osób.
| Linia | Trasa                                                                                              | Takt       |
| ----- | -------------------------------------------------------------------------------------------------- | ---------- |
|       | Warszawa Śródmieście WKD - Pruszków WKD - Otrębusy - Podkowa Leśna Główna - Grodzisk Maz. Radońska | 15/60 min. |
|       | Warszawa Śródmieście WKD - Pruszków WKD -Otrębusy- Podkowa Leśna Główna - Milanówek Grudów         | 30/60 min. |

## Opis przystanku

### Perony
Przystanek składa się z dwóch peronów bocznych leżących naprzeciwko siebie. Każdy peron posiada jedną krawędź peronową:
- przy peronie 1 zatrzymują się pociągi jadące w kierunku Warszawy,
- przy peronie 2 zatrzymują się pociągi jadące w kierunku Grodziska Mazowieckiego, Milanówka i Podkowy Leśnej.

Na peronach znajdują się dwie blaszane wiaty przystankowe.

### Punkty sprzedaży biletów
Na terenie przystanku dostępny jest biletomat umożliwiający zakup biletów jednorazowych i okresowych.

### Przejazd kolejowo-drogowy
Na zachodniej głowicy peronów, przy wejściu na przystanek, znajduje się przejazd kolejowo-drogowy. Położony jest w ciągu ul. Natalińskiej.